# داویده بریویو
داویده بریویو (زاده ۱۷ ژوئیه ۱۹۶۴) یک مدیر ورزش‌های موتوری اهل ایتالیااست.
وی در ژانویه ۲۰۲۱، مدیر عامل تیم فرمول یک الپاین شد.